# Mamoea rakiura
Mamoea rakiura is een spinnensoort uit de familie Desidae. De soort komt voor in Nieuw-Zeeland.